# Mitch Versteeg
Mitch Versteeg (* 3. November 1988 in Lethbridge, Alberta) ist ein ehemaliger kanadischer Eishockeyspieler, der im Verlauf seiner aktiven Karriere zwischen 2006 und 2022 unter anderem über 300 Spiele in der ECHL auf der Position des Verteidigers bestritten hat. Darüber hinaus absolvierte Versteeg über 220 weitere Partien für den HK Nitra in der slowakischen Extraliga und stand in über 100 Begegnungen in der DEL2 auf dem Eis. Sein älterer Bruder Kris war ebenfalls professioneller Eishockeyspieler.

## Karriere
Mitch Versteeg begann seine Karriere als Eishockeyspieler in seiner Heimatstadt bei den Lethbridge Hurricanes, für die er von 2006 bis 2009 in der kanadischen Juniorenliga Western Hockey League (WHL) aktiv war. Anschließend wurde der Verteidiger von den Kalamazoo Wings aus der ECHL verpflichtet, für die er in insgesamt 68 Spielen fünf Tore erzielte und 18 Vorlagen gab. In der Saison 2009/10 stand der Rechtsschütze zudem in drei Spielen für Kalamazoos Kooperationspartner Worcester Sharks in der American Hockey League (AHL) auf dem Eis, in denen er punktlos blieb und zwei Strafminuten erhielt.
Nach einer weiteren Spielzeit in Kalamazoo war der Verteidiger für eineinhalb Jahre beim Ligakonkurrenten Trenton Titans aktiv, ehe er im Verlauf der Saison 2012/13 zu den Kalamazoo Wings zurückkehrte. Danach versuchte Versteeg sein Glück für eine Spielzeit bei den Heilbronner Falken und dem EC Bad Nauheim in der DEL2, gefolgt von einem Wechsel zum japanischen Klub Nikkō IceBucks aus der Asia League Ice Hockey (ALIH). Der Kanadier kehrte jedoch nach nur einer Saison im Sommer 2015 nach Deutschland zurück, wodurch er das Spieljahr beim DEL2-Verein ESV Kaufbeuren verbrachte. Im August 2016 zog es Versteeg zum HK Nitra aus der slowakischen Extraliga. Dort verbrachte er insgesamt vier Spielzeiten und absolvierte in diesem Zeitraum über 220 Partien in der höchsten Spielklasse der Slowakei.
Zur Saison 2020/21 wechselte der Defensivakteur zum ungarischen Hauptstadtklub Ferencvárosi TC, der am Spielbetrieb der rumänisch-ungarischen Erste Liga teilnahm. Mit dem FTC feierte er am Saisonende den Gewinn der ungarischen Meisterschaft. Danach kehrte Versteeg nach insgesamt acht Jahren in Europa und Asien nach Nordamerika zurück. Er beendete seine aktive Karriere im Sommer 2022 im Alter von 33 Jahren, nachdem er die Spielzeit 2021/22 bei den Idaho Steelheads in der ECHL absolviert hatte.

## Erfolge und Auszeichnungen
- 2021 Ungarischer Meister mit dem Ferencvárosi TC

## Karrierestatistik
(Legende zur Spielerstatistik: Sp oder GP = absolvierte Spiele; T oder G = erzielte Tore; V oder A = erzielte Assists; Pkt oder Pts = erzielte Scorerpunkte; SM oder PIM = erhaltene Strafminuten; +/− = Plus/Minus-Bilanz; PP = erzielte Überzahltore; SH = erzielte Unterzahltore; GW = erzielte Siegtore; 1 Play-downs/Relegation; Kursiv: Statistik nicht vollständig)